# Hojo Tokifusa
Hojo Tokifusa (Japans: 北条時房) (1175 - 1240) was een lid van de Hojo-clan tijdens het Japanse Kamakura-shogunaat. Hij was een zoon van shikken (regent) Hojo Tokimasa en een jongere broer van shikken Hojo Yoshitoki. 
In 1221 werd de positie van rokuhara tandai opgericht na de Jokyu oorlog in 1221, toen de keizer in opstand kwam tegen het shogunaat. De rokuhara tandai was het hoofd van een afdeling die zich bezighield met binnenlandse veiligheid en onderhandelden ze met het keizerlijk hof. De twee hoofden werden Kitakata (北方) en Minamikata (南方) genoemd. Tokifusa werd de eerste Minamikata. 
In 1225 werd functie van rensho gecreëerd om dienst te doen als de assistent van de shikken. Tokifusa werd de eerste rensho.
Hij zou later een   boeddhistische monnik worden, en leefde de rest van zijn leven in de tempel To-ji in Nara, waar hij de bijnaam "Daibutsu" (Grote Boeddha) kreeg.